# Taróczy Nándor
Taróczy Nándor (eredeti neve: Szmazsenka Ferdinánd Jenő Ernő Mária) (Debrecen, 1874. december 20. – Budapest, 1973. április 7.) magyar katonatiszt, hírszerző diplomata, a második világháború előtt a lengyel–magyar kapcsolatok kiemelkedő alakja. 1920-ban ő javasolta a lengyel kormánynak, hogy a lengyel-szovjet háborúban harcolva Magyarországtól, illetve Magyarországon keresztül kérjen hadisegélyt.

## Életútja

### Indulása és katonai csapatszolgálata
Elmagyarosodott felvidéki szlovák családból származott. Apja, Szmazsenka Ferdinánd Ferenc János távírdai mérnök, telefonhálózati műszaki igazgató volt Budapesten, Kassán és Debrecenben, Puskás Tivadar munkatársaként részt vett a budapesti telefonhírmondó felállításában. Anyja, Herold Mária Jozefa osztrák származású volt. A család hat gyermeket nevelt.
Gyermekkorától katona szeretett volna lenni. A gyalogsági hadapród iskolát 1891 és 1894 között végezte Budapesten. Ezt követően csapatnál szolgált, majd 1904-től 1906-ig a hadiiskolában tanult, ami vezérkari tiszteket képzett.
1904-ben házasságot kötött Cserjomuskina Mária Boriszovnával, egy orosz földbirtokos lányával, akivel Nizzában ismerkedett meg. Felesége nem tanult meg jól magyarul, ezért oroszul vagy franciául beszéltek egymással. Egyetlen gyermekük csecsemőkorában elhunyt. Orosz nyelvtudásának köszönhetően 1905-ben az Osztrák–Magyar Monarchia katonai megfigyelője lett a japán-orosz háborúban. Ez volt az első oroszországi útja, és az első világháború kitöréséig többször is odautazott rokonlátogatásra.
A világháború kezdetén a keleti frontra vezényelték, Korczów és Delatyn térségében harcolt. 1915 áprilisában tüdőlövést kapott, felgyógyulása után szállásmesteri feladatokra vezényelték. Lublinban, Szerbiában és az olasz megszállási területeken a katonai közigazgatás megszervezésében, illetve személyi ügyek referenseként dolgozott.

### Diplomáciai és hírszerzői pályája
1919-ben Bécsbe küldték. Hivatalosan levéltári ügyekkel foglalkozott, a Habsburg–Lotaringiai-ház tagjaival és a Monarchia vezetőivel kapcsolatos kompromittáló dokumentumokat kellett gyűjtenie. Valójában önkéntes jelentkezés alapján hírszerző tevékenységet folytatott „Morgen” fedőnévvel. Feladatköre „a szláv északkelet” országaival (Csehszlovákia, Lengyelország és Szovjet-Oroszország) volt kapcsolatos. 1919–1920 folyamán Sztójay Döme alezredes hírszerzővel huzamosabb időn keresztül minden héten találkozott. A Tanácsköztársaság napjaiban felvételét kérte a lengyel hadseregbe, ám elutasították. Amíg a választ várta, műszaki és technikai segédletekkel, Csehszlovákia területén ügynökök beszerzésével és a mindennapos ügyvitel kialakításával közreműködött a lengyel katonai feladatok ellátásában. A munkát anyagi juttatás nélkül végezte a számukra. Cserébe báró Emil Prochaska őrnagytól, a bécsi lengyel katonai attasétól és Edward Pöschek ezredestől, a Lengyel Likvidációs Bizottság elnökétől hírszerzési adatokat kapott. Az együttműködés során 1920-ban ő vetette fel, hogy a lengyel-bolsevik háborúban végletesen meggyengült lengyel erők Magyarországon keresztül, Magyarország segítségével kapjanak lőszersegélyt. Az akció hozzájárult Lengyelország győzelméhez és függetlenségének megtartásához.
1921. november 1-jén formálisan nyugállományba helyezték, s civilként folytatta bécsi munkáját 1923-ig. Ekkor Revalba került  Magyarország észtországi követsége fedett katonai attaséjaként, „II. o. követségi tanácsosi címmel felruházott I. o. konzul” diplomáciai rangban. Működési köre Lettországra, Litvániára és Finnországra is kiterjedt, de fő feladata a szovjet viszonyok felderítése volt. 1925-ben feleségével kéthónapos szovjetunióbeli utat tett. Tanulmányban állapította meg, hogy a szovjetek világhatalmi tényezők lesznek, és nem mondtak le területi igényeikről Lengyelországgal szemben. Meglátta azt is, hogy a kontinensnyi új ország az anyagias, „élvhajhász” nyugati világgal előbb-utóbb össze fog csapni.
A kiváló képességekkel rendelkező Taróczy Nándor felderítési feladatait nagy tárgyilagossággal, óriási tényanyag feldolgozásával végezte. Jó viszonyt alakított ki a Revalban működő szovjet diplomatákkal is, akiktől sok információt kapott. Ekkoriban zajlottak a magyar-szovjet diplomáciai kapcsolatok felvételére irányuló tárgyalások is, amit Taróczy erősen támogatott, azonban a hazai ellenállás miatt erre egyelőre nem kerülhetett sor. Taróczynak a szovjet rendszer megszilárdulására, a magyar-szovjet kapcsolatok fontosságára vonatkozó jelentéseit a központban szkepticizmussal fogadták, úgy vélték, hogy Moszkva helyzetét túl kedvező színben
tünteti fel, s az esetleg létrejövő kapcsolatokból Magyarország számára lehetséges előnyöket túlbecsüli. Amikor budapesti elöljárója a szélsőségesen szovjetellenes Ruszkay Jenő lett, az immár altábornagy Taróczyt 1928 végén hazahívták és nyugállományba helyezték.
Nyugdíjas éveiben szakfordításokat készített a Hadtörténelmi Levéltár számára. Németül, olaszul, oroszul és franciául tökéletesen beszélt, észtül és angolul jól. Az orosz nyelv kiváló ismerete más szláv nyelveken is megértette magát. Naponta több kilométert futott, az egészséges életmód és táplálkozás is foglalkoztatta.
Első felesége 1942-ben elhunyt. Második házasságát 1946-ban kötötte a horvát nemzetiségű Mondecár Ernesztinával, aki unokatestvérének az özvegye volt.

### A II. világháború után
1945 februárjában felvette a kapcsolatot a Hűvösvölgyben megjelenő Vörös Hadsereg egységeivel. Neki is köszönhető, hogy erőszakoskodásra itt nem került sor. Áprilisban belépett a Magyar Kommunista Pártba, és 1946 augusztusától a Hűvösvölgy-Zugliget körzet elnöke lett. 1947-ben kérvényezte rehabilitálását, nyugdíjának megemelését és nyugállományú vezérezredessé történő előléptetését kérve. Arra hivatkozott, hogy 1919-ben kapcsolatban állt bécsi kommunistákkal, ami miatt másfél évi rangvesztést szenvedett, illetve, hogy a tallini, Szovjetunióval kapcsolatos munkája miatt idő előtt nyugdíjazták. Felhozta azt is, hogy a vészkorszakban az első világháborús, zsidó vallású tisztbajtársai érdekében közbenjárt Horthy Miklós kormányzónál. Kérvényét elutasították.
1950-ben feleségével és a náluk lakó rokonaikkal együtt kitelepítették Újpestre. Saját maga tervezte villáját, valamint bútorait, festményeit, könyveit elkobozták. Házát Götz János budapesti helyettes főügyész, Rákosi Mátyás barátja kapta meg. Nyugdíját megvonták, ezért éjjeliőrként helyezkedett el a „Jövő” Asztalosipari Szövetkezetnél, háborús és egyéb kitüntetéseit pedig megélhetése biztosítása miatt eladni kényszerült. Nyugdíja visszaszerzése érdekében folyton levelezett, míg végül kegydíjat állapítottak meg számára. Ezt azonban rendre nem vette át és visszaküldte, mondván, hogy nem kegydíjra jogosult. 1964-ben az osztrák állam kisajátította egy édesanyjától megörökölt ingatlanát. A kisajátítás összegéből vásárolt a II. kerületben egy nyaralót, amit téliesített. Itt élt feleségével, rokonaival és azok gyermekével a haláláig.

## A „Polonia” lőszersegély
1919-ben a Második Lengyel Köztársaság és Szovjet-Oroszország között fokozatosan mélyülő háborús konfliktus alakult ki, amelybe később Szovjet-Ukrajna és az Ukrán Népköztársaság is bekapcsolódott. Lengyelország elsődleges célja a 123 év után 1918-ban visszanyert önálló államiságának a megvédése volt. A szovjetek ismét területeket akartak szerezni a lengyelektől, továbbá egészen Németországig akartak eljutni annak érdekében, hogy az ottani kommunista mozgalmakkal összeköttetést teremtsenek. 1920 nyarára a szovjetek Varsóig nyomultak előre, és biztosnak látszott a lengyelek veresége. A varsói csatában azonban váratlan fordulat következett be. Ennek egyik fontos oka volt, hogy a lőszerhiánnyal küzdő lengyelek nagy mennyiségű lőfegyvert, lőszert és más hadfelszerelést kaptak Magyarország és Románia irányából, a csehek ugyanis nem engedték át ezeket Lengyelországba. A szállítás a „Polonia” nevű vasúti szerelvényekkel történt, ezért az akció Polonia hadisegélynek is nevezhető. Taróczy elévülhetetlen érdeme e szállítási módnak a felvetése a lengyelek előtt, akik éltek vele. (Baloldali munkásmozgalmak hatására hamarosan mindenfajta egyéb hadi szállítás leállt Lengyelország felé, és kizárólag magyar hadianyag juthatott el Lengyelországba. Magyarország szerepével később Marian Zdziechowski lengyel filozófus és nyelvész foglalkozott több írásban.)

## Művei
- Szovjetuniói utazásom 1925. április–május.[2]
- Összefoglaló helyzetkép Oroszországról (1925)
- Második összefoglaló helyzetkép Oroszországról (1926. április)
- Harmadik összefoglaló helyzetkép Oroszországról (1926. október)
- Negyedik összefoglaló helyzetkép Oroszországról. I. rész. (1927. augusztus)
- Ötödik összefoglaló helyzetkép Oroszországról (1928. január)
- A Kelet emancipációja Európa gyámsága alól, különös tekintettel Moszkva szerepére. I. rész. A kínai bonyodalmak a Csendes-óceán hegemóniájáért való harc (1927. január)

## Katonai rendfokozati előlépései
- 1894. augusztus 18. – hadapród tiszthelyettes
- 1895. szeptember 1. – hadnagy
- 1899. november 1. – főhadnagy
- 1909. november 1. – százados
- 1916. július 1. – őrnagy
- 1918. augusztus 1.– alezredes (később módosítva 1917. november 1-jére)
- 1920. május 1. – ezredes
- 1925. május 1. – tábornok (rejtés miatt vezértanácsnok)
- 1928. november 1. altábornagy (rejtés miatt vezérfőtanácsnok)

## Kitüntetései
- 1898 – Ferenc József megkoronázásnak 50. évfordulója alkalmából kiadott Jubileumi Emlékérem a fegyveres erő számára (Jubiläums Erinnerungsmedaille für die Bewaffnete Macht)
- 1908 – Ferenc József megkoronázásnak 60. évfordulója alkalmából kiadott Katonai Jubileumi Kereszt (Militär-Jubiläumskreuz)
- 1909 – Bronz Katonai Érdemérem (Bronzene Militärverdienstmedaille)
- 1912–1913 – Mozgósítási Kereszt (Erinnerungskreuz)

Háborús kitüntetései
- Katonai Érdemérem vörös szalagon (Militärverdienstmedaille am Roten Bande – Schematismus)
- Katonai Érdemkereszt 3. osztálya hadidíszítménnyel (Militärverdienstkreuz 3. Klasse mit der Kriegsdekoration)
- Osztrák Császári Vaskorona-rend 3. osztálya a hadidíszítménnyel, kardokkal (Österreichischkaiserlicher Orden der Eisernen Krone, 3. Klasse mit Kriegsdekoration und Schwerten)
- Bronz Katonai Érdemérem a Katonai Érdemkereszt szalagján („Signum Laudis” – Bonzene Militärverdienstmedaille am Band des Militärverdienstkreuzes)
- Ezüst Katonai Érdemérem, a Katonai Érdemkereszt szalagján („Signum Laudis” – Silberne Militärverdienstmedaille am Band des Militärverdienstkreuzes)
- Károly-csapatkereszt (Karl-Truppen-Kreuz, 1917)
- Marianer Kreuz, (1916. március 10.) (Deutscher Ritterorden, Marianer-Halskreuz)
- Sebesülési Érem két sávval (Verwundetenmedaille mit 2 Strafen)
- Vöröskereszt Tiszti Díszjelvény hadidíszítménnyel (Ehrenzeichnen für Verdienste um das Rote Kreuz, Offiziersehrenzeichen mit Kriegsdekoration)

Egyéb
- 1928 – Magyar Érdemkereszt II. o.